# Anaplectoides pallida
Anaplectoides pallida är en fjärilsart som beskrevs av Tutt 1892. Anaplectoides pallida ingår i släktet Anaplectoides och familjen nattflyn. Inga underarter finns listade i Catalogue of Life.